# Francis Jourdain
Francis Jourdain (Parigi, 2 novembre 1876 – Parigi, 31 dicembre 1958) è stato un pittore, disegnatore e designer francese.

## Biografia

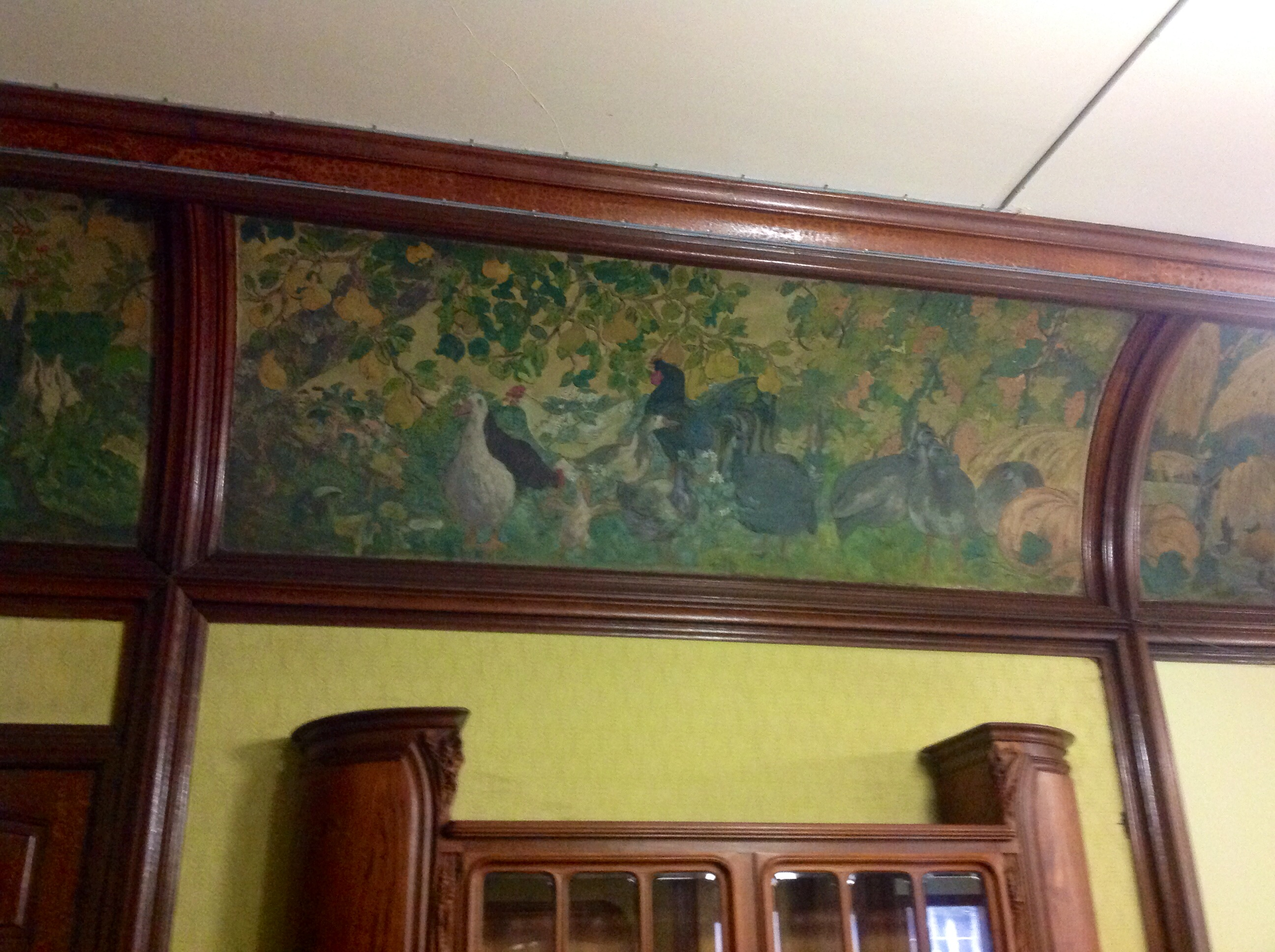
Villa Majorelle, decorazioni della sala da pranzo

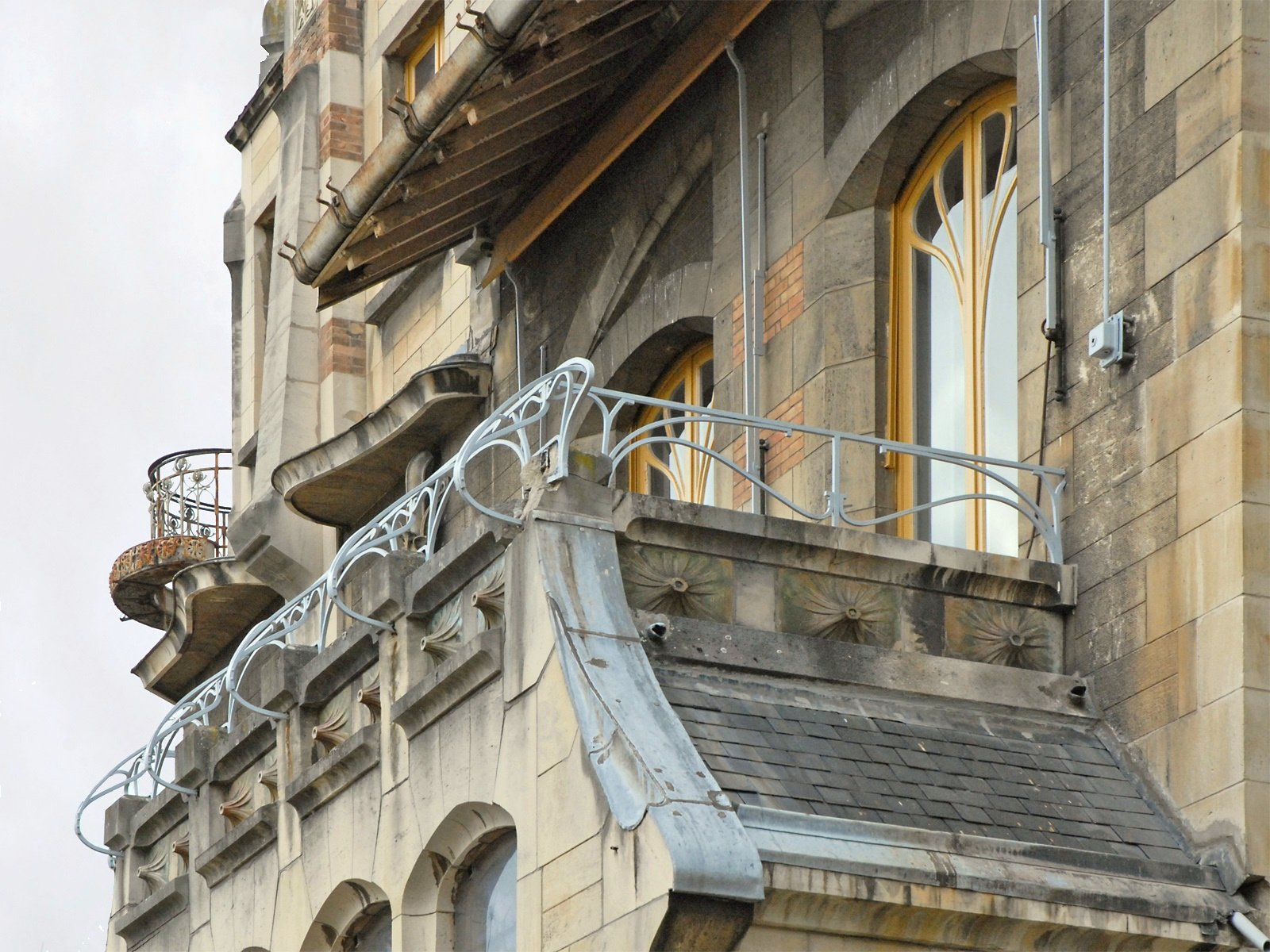
Terrazza a sud della villa Majorelle (Nancy)

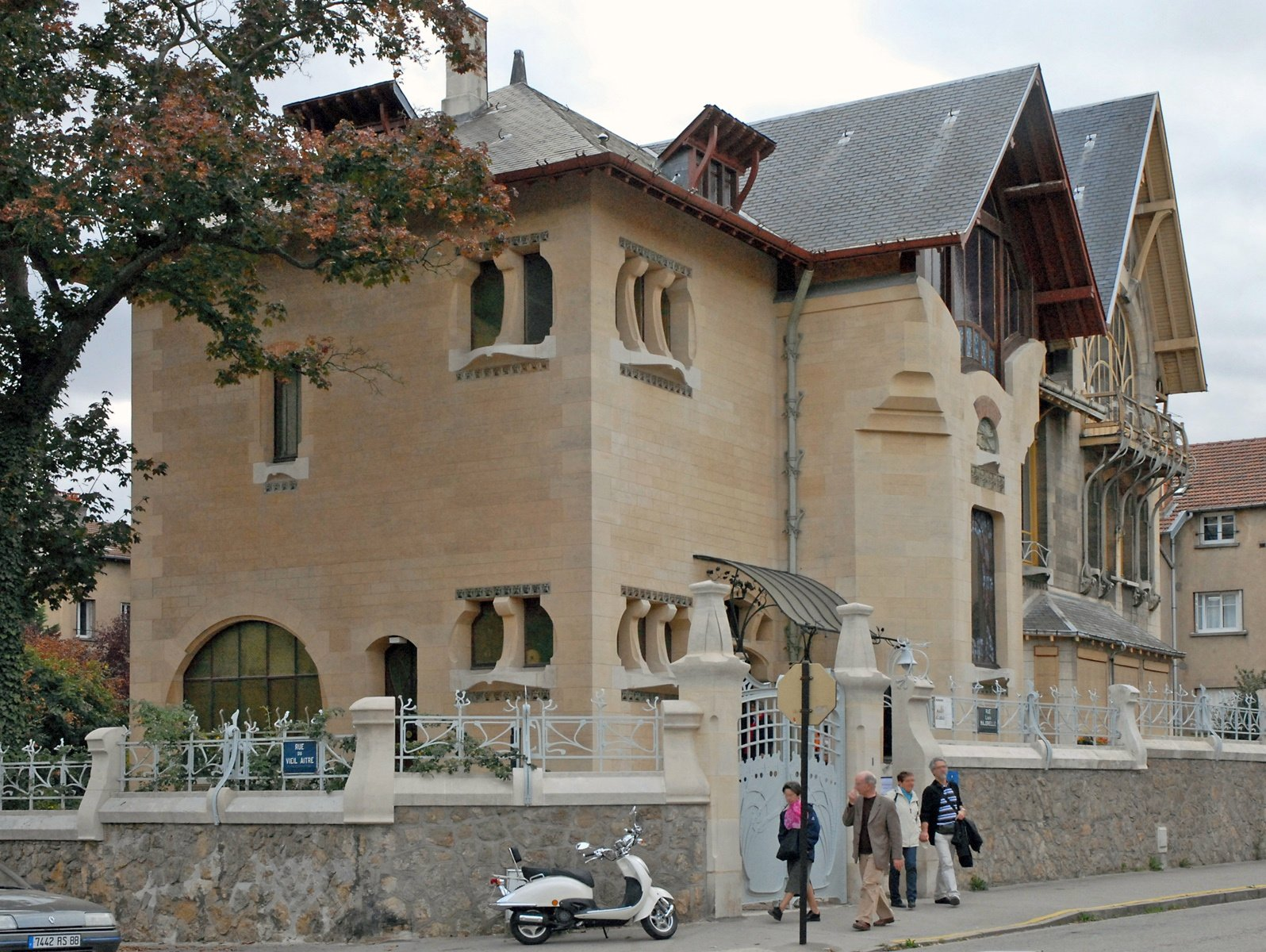
Veduta d'insieme della villa Majorelle (Nancy) (4005715485)

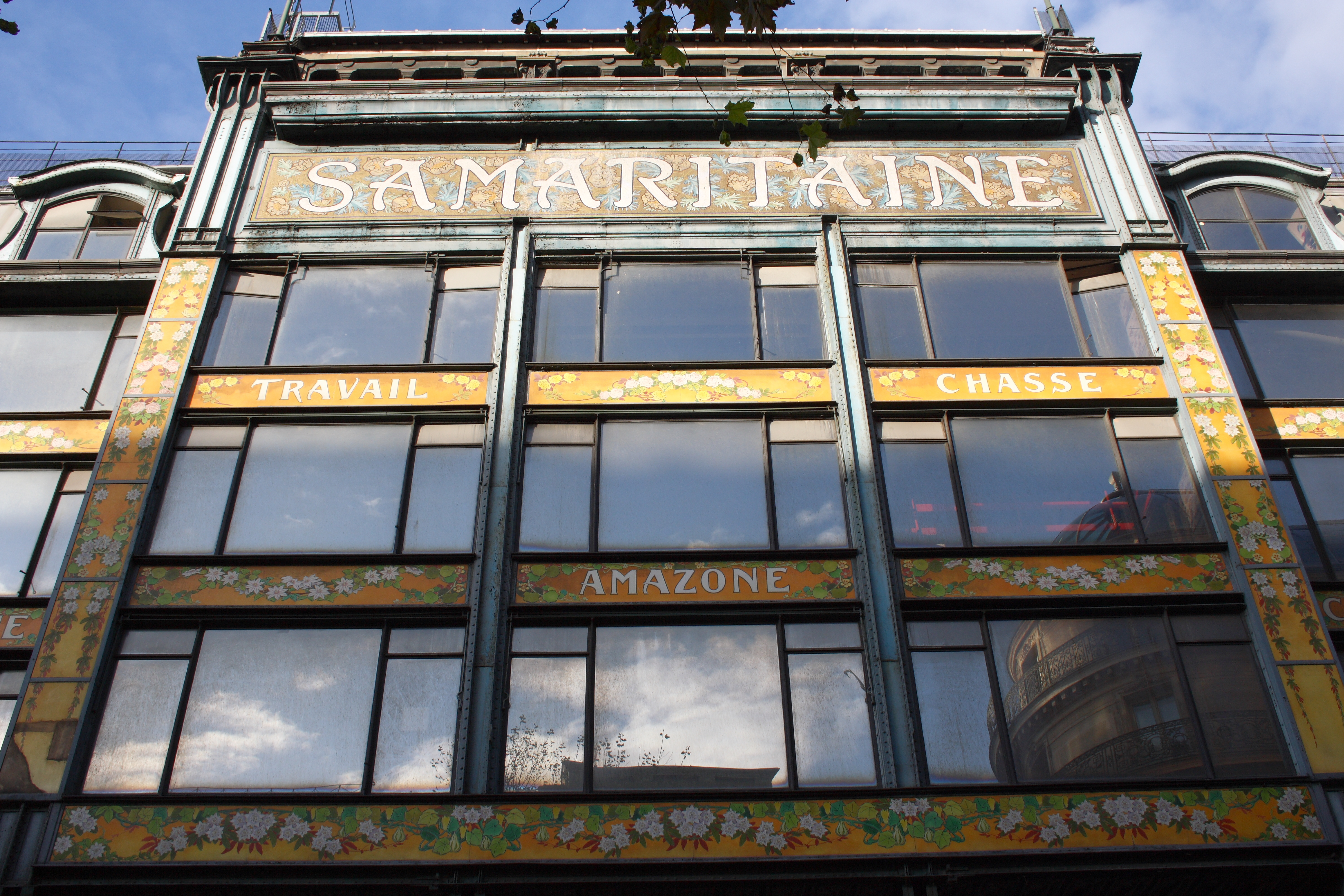
Parigi, Magazzini La Samaritaine decorazioni di Francis Jourdain

### I gruppi di artisti militanti (1896-1906)
Figlio dell'architetto Frantz Jourdain, Francis gode di numerosi contatti con quegli ambienti artistici nei quali andrà in seguito ad impegnarsi. 
Dal 1891 al 1899 si confronta con Les Six, un gruppo composto da Alexandre Charpentier, Jean Dampt, Charles Plumet, Henri Nocq, Félix Aubert e Tony Selmersheim che vogliono trovare le tonalità per realizzare un nuovo stile di decorazione seguendo rigorosamente la verità dei materiali e facendo della proporzione, del contrasto e della materia, le uniche decorazioni. 
Si tratta di mettere d'accordo l'ideale sociale di William Morris e il razionalismo di Eugène Viollet-le-Duc, facendo propri i loro ideali medievali, per poi approdare alla semplicità dell'arte utile già rivendicata da Joseph Proudhon. Il Gruppo dei Sei dichiara anche la propria adesione all'architettura di Auguste Perret, già progettando per l'Esposizione del 1900, un Foyer moderne che avrebbe utilizzato le più recenti tecniche consistenti in strutture di cemento inserite in una costruzione e una decorazione estremamente razionale.
Ma la sola importante realizzazione del gruppo resta la decorazione di Villa Mjorelle a Nancy (1901-1902), alla quale partecipa Francis e che s'inscrive pienamente nello stile Art Nouveau.
In questo periodo di cambiamenti, la rivista inglese The Studio cita Alexandre Charpentier come esempio di artigiano-artista che William Morris ricerca e che non è né un bohemien o un artista sofisticato, ma un uomo del popolo, un lavoratore intelligente.. È in questa ottica che Jourdain continua il suo impegno. Accanto a Octave Mirbeau, sostiene i romanzieri popolari, Charles-Louis Philippe e Marguerite Audoux, è un'amicizia che si fonda nel "gruppo fraterno" in cui egli è direttamente coinvolto con la moglie Agathe, intorno a Charles-Louis Philippe, della sua compagna del momento Milie di Léon-Paul Fargue, Charles Chanvin, Jules Ielh alias Michel Yell, Marguerite Audoux, ecc.
Insieme formeranno il Groupe de Carnetin, dal nome della cittadina dove insieme affittano una casa dal 1904 al 1907.
Alexandre Charpentier e Octave Mirbau animano la rivista L'Art pour tous, strettamente collegata all'Università popolare nella quale i redattori fanno proprie le idee di William Morris senza tuttavia screditare la macchina ammettendo, quindi, che la meccanizzazione non è inevitabilmente generatrice di frustrazione e bruttezza. 
Idee nuove che andranno ad influenzare Francis Jourdain in modo significativo.

### La giovinezza come pittore (1906-1912)
Le relazioni di suo padre con gli ambienti artistici permettono a Francis Jourdain di incontrare i più grandi interpreti della vita intellettuale del momento, egli incontra Claude Monet, Émile Zola e Alphonse Daudet e soprattutto si sensibilizza alla pittura. 
Deve loro anche l'avvicinamento al suo primo maestro, Eugène Carrière del quale egli fa propria l'idea che guardare è anche comprendere, principio di intelligibilità delle opere che lo avvicina all'integrità dell'Arts and Crafts. Egli diventa assistente di Albert Besnard che realizza il suo ritratto nel 1892.Jourdain ammira Nabis, Pierre Bonnard e Édouard Vuillard e il Fauves, Henri Matisse e Albert Marquet. 
Nel 1893 egli incontra Veuillard e diventa amico di Henri de Toulouse-Lautrec che lo introduce negli ambienti anarchici.
Impregnato dalle idee di moda dell'arte per tutti, la sua sensibilità sociale l'allontana soprattutto dagli abituali motivi impressionistici, per captare gli istanti della vita quotidiana, entrando in ambientazioni collocate nelle banlieues e nei quartieri operai.
In linea con il Post-impressionismo, Jourdain non si limita a riprodurre uno schizzo, ma reinterpreta giocando sugli effetti della memoria, della riflessione, l'armonizzazione dei volumi e dei colori. Tuttavia, anche se espone regolarmente e moltiplica i tentativi per imporsi tra 1906 e il 1912 nei salotti e nelle gallerie, appare insoddisfatto e preferisce specializzarsi nell'arredamento.

### I mobili intercambiabili (1913)
Il passaggio di Jourdain verso l'arte del mobile s'esplica anche nella sua attività politica che lo porta ad utilizzare il potere dell'arte per rinnovare la cornice intima della vita quotidiana.
Queste idee non trovano espressione che al secondo Salon d’Automne nel 1904, con una credenza ch'egli disegna con Édouard Cousin e che inaugura la serie dei Mobili intercambiabili. Questi mobili devono essere semplici, adattarsi a più funzioni, essere a basso prezzo ed economici nella realizzazione. 
Egli li disegna nel 1912 e li produce in serie a partire dall'anno seguente nella sua azienda personale Les Ateliers modernes. 
A questo punto egli abbandona definitivamente la pittura e l'incisione.
Questo passaggio all'architettura d'interni si ripercuote anche nelle sue pubblicazioni. Gli articoli ch'egli redige per la rivista Les Cahiers d'Aujourd'hui si orientano verso quell'impostazione in una linea editoriale anarchica dove è posto sotto accusa il pessimismo francese nella decorazione e nell'architettura. Nel 1913 egli fa pubblicare in questa rivista la prima traduzione di Crime et ornements d’Adolf Loos. L'influenza è grande e immediata sul Dadaismo e su Le Courbusier
. Quanto a Francis Jourdain, a partire da questa data, dà ai suoi mobili un aspetto estremamente sobrio e lineare compresi a quelli che installa nella sua nuova abitazione situata nell'immobile di rue Vavin, realizzati da Henri Sauvage e che saranno presentati al Salon d'automne del 1913.

## I decoratori di sinistra (1913-1925)
L'accoglienza della sua opera e il suo tiepido successo inaugurano una serie molto lunga di accuse che la critica indirizza all'Architettura del Novecento: "Mi è stato rimproverato di essere severo, giansenista, protestante, tedesco, collezionista di casse di sapone, imballatore, fabbricante di casse da morto. E socialista.". 
Tuttavia egli riceve i complimenti di Charles-Édouard Jeanneret e un articolo illustrato in prima pagina del giornale di Jean Jaurès, L'Humanité.
L'idea di un arredamento funzionale e non decorativo continua a ispirare le sue creazioni, come i mobili da viaggio di marca Innovation (1918) o la nursery per James-Henri de Rothschild(1920). Jourdain è ancora molto impegnato in questo stile di attività quando il Salon d'automne apre una sezione dedicata all'arredo urbano ed egli vi partecipa proponendo la vetrina di un vasaio. È da questo momento che egli si avvicina agli architetti Georges Djo-Bourgeois, Pierre Chareau, Gabriel Guevrekian e René Herbst. Essi si distinguono dagli altri artisti decoratori affermando che è più importante la struttura che gli effetti del colore e delle decorazioni e ottengono l'approvazione di Robert Mallet-Steven che nel 1924 li sceglie per sviluppare il progetto della Villa Noailles e dove Jourdain è presente con una sedia nella camera da letto della Madame.

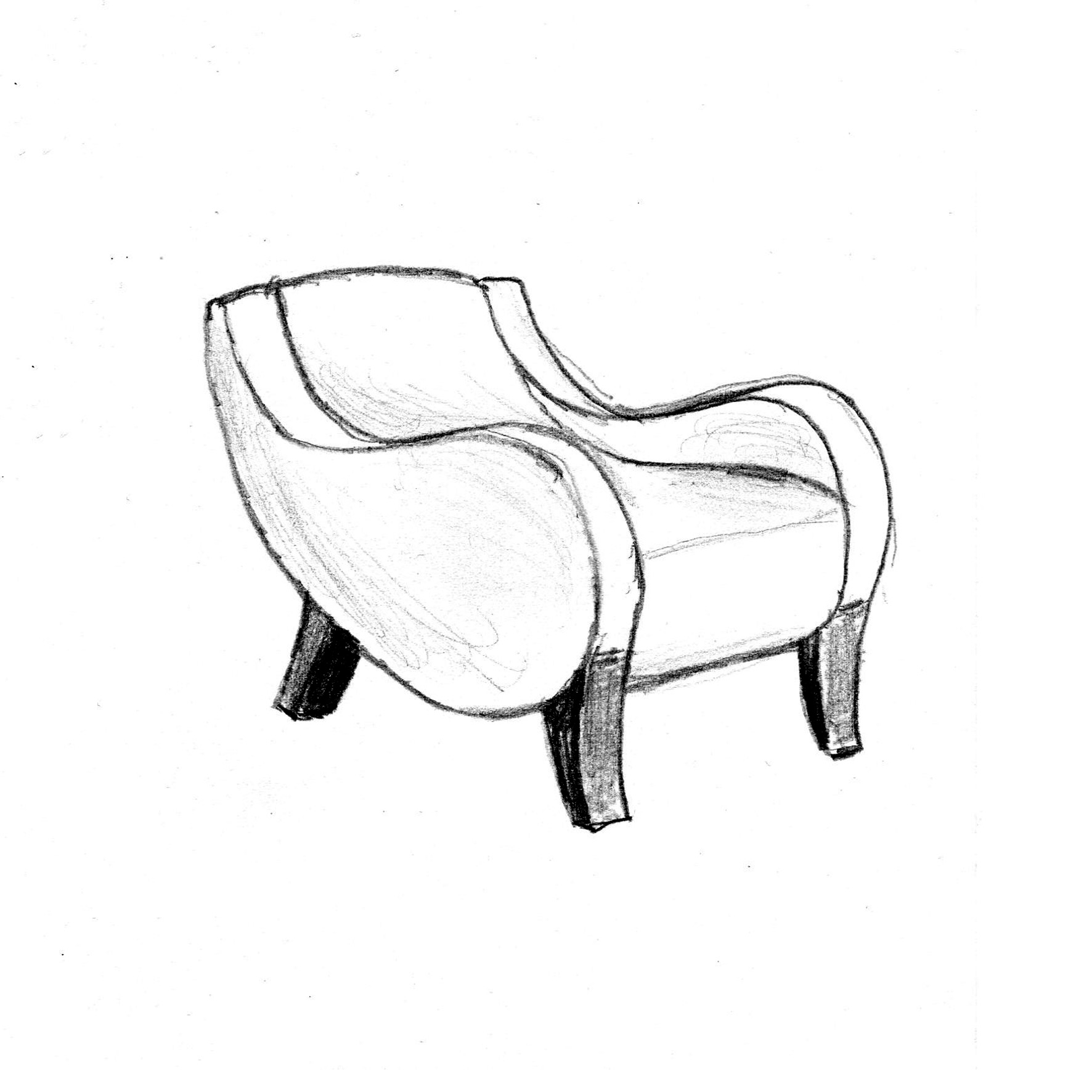
Sedia a virgola, 1922
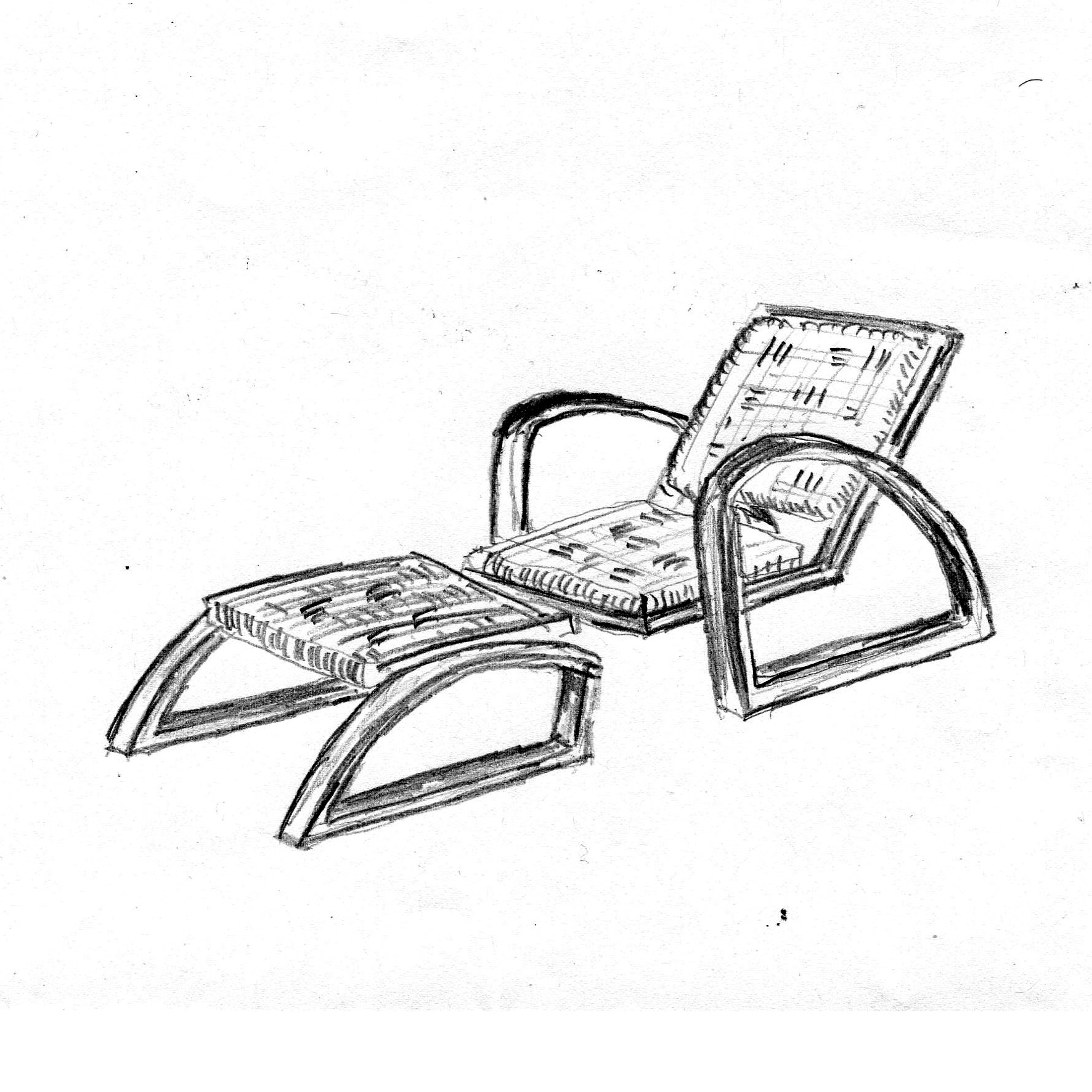
Sedia lunga, 1928
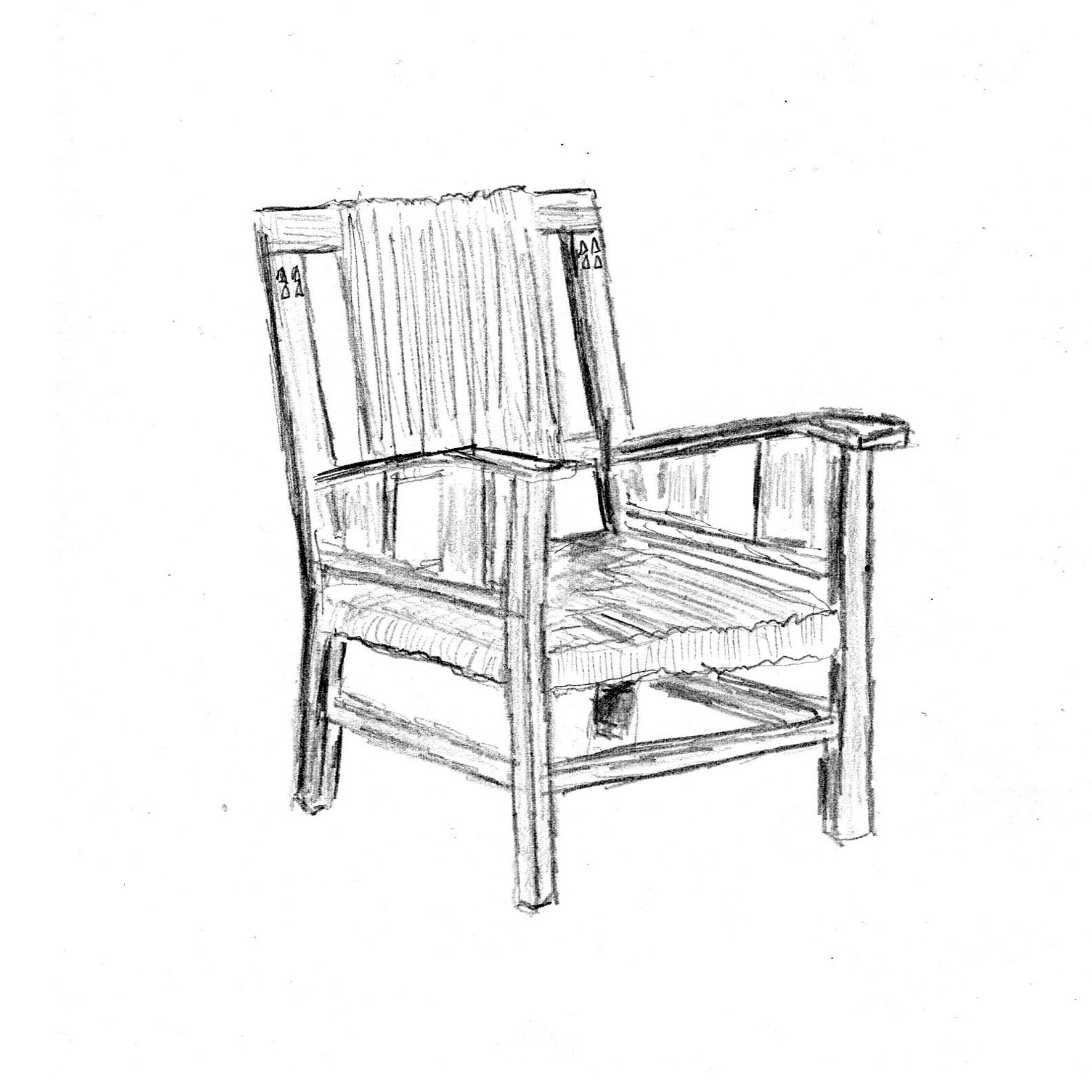
Sedia di serie, inizi del 1930

### Il periodo delle esposizioni internazionali (1925-1937)
La frattura tra gli architetti del Salon d'automne e gli artisti decoratori si accentua in occasione dell'organizzazione de l'Esposizione internazionale di arti decorative e industriali moderne del 1925, anche se Jourdain e i suoi amici restano provvisoriamente nell'ambito del Salon des artistes décorateurs lavorando al padiglione Une ambassade Française piuttosto che impegnarsi all'interno del padiglione de L'Esprit nouveau di Le Corbusier. Tuttavia, nel 1929, la rottura diventa inevitabile nel momento della fondazione dell'Union des artistes modernes presieduta da Rob' Mallet-Stevens con, al Comitato direttivo, Francis Jourdain. Questo impegno richiede anche una svolta politica perché i membri più radicali dell'U.A.M. aderiscono anche al partito comunista e s'iscrivono, come Francis Jourdain o Charlotte Perriand, all'Association des écrivains et artistes révolutionnaires (AEAR) nel 1932 insieme a André Gide, Louis Aragon e Paul Vaillant-Couturier.
Questo periodo è paradossale perché, malgrado l'arrivo della grande depressione in Francia, il modernismo sociale che propongono Francis Jourdain, Charlotte Perriand o René Gabriel, faticano ad imporsi. Dal 1925 al 1930, Jourdain lavora soprattutto nel settore del gran lusso: per la Principessa Murat, il presidente Louis Barthou, l'editore Draeger, le Collège de France e i palazzi costruiti da Mallet-Stevens, tra cui quelli costruiti per Jean et Joël Martel al nº110 di rue Mallet-Stevens. Nel 1928 egli realizza in questi edifici dei mobili scorrevoli che possono essere spostati su aste parallele, mobili per i quali collabora anche Charlotte Perriand. 
L'Esposizione Universale del 1937 gli permette di tornare alla produzione economica con un pezzo minimalista dotato di mobili intercambiabili e ricombinabili intitolato Essai de désencombrement pour une jeune travailleuse intellectuelle.

### La guerra e il lavoro di memorialista (1939-1958)
Nel 1939 Francis Jourdain termina definitivamente la sua attività di decoratore tanto più che, durante l'occupazione tedesca della Francia, viene seguito dalla Gestapo. 
Dopo la Liberazione della Francia, quando René Gabriel e Marcel Gascoin sviluppano su larga scala le sue idee di ristrutturare e ammobiliare le abitazioni a basso prezzo, Francis Jourdain sembra aver rinunciato all'impresa e non fa altro che pubblicare qualche testo per sostenere il movimento legato alla ricostruzione dopo la Seconda guerra mondiale. 
Egli non esita a ripubblicare le fotografie dei suoi primi lavori creati nel 1913 riaffermando così il suo aver anticipato i tempi di oltre trent'anni.
Ora dedica la maggior parte del suo tempo alla critica d'arte e alla storia degli artisti incontrati nella sua giovinezza come Toulouse-Lautrec, Pierre Bonnard, Paul Cézanne, Albert Marquet, Pierre Chareau, ecc. e alla stesura delle sue memorie. 
È membro del comitato direttivo della rivista La Pensée fondata da Paul Langevin ed è impegnato fino alla fine della sua vita nell'associazione Secours populaire français che si occupa della lotta contro la povertà.